# Ragow-Merz
Ragow-Merz – gmina w Niemczech, w kraju związkowym Brandenburgia, w powiecie Oder-Spree, wchodzi w skład Związku Gmin Schlaubetal.

## Historia
Ok. 1400 r. Merz przynależało administracyjnie do dekanatu frankfurckiego w diecezji lubuskiej.

## Zabytki
- Kościół w Merz, późnogotycki
- Kościół w Ragowie
- Pałac w Ragowie

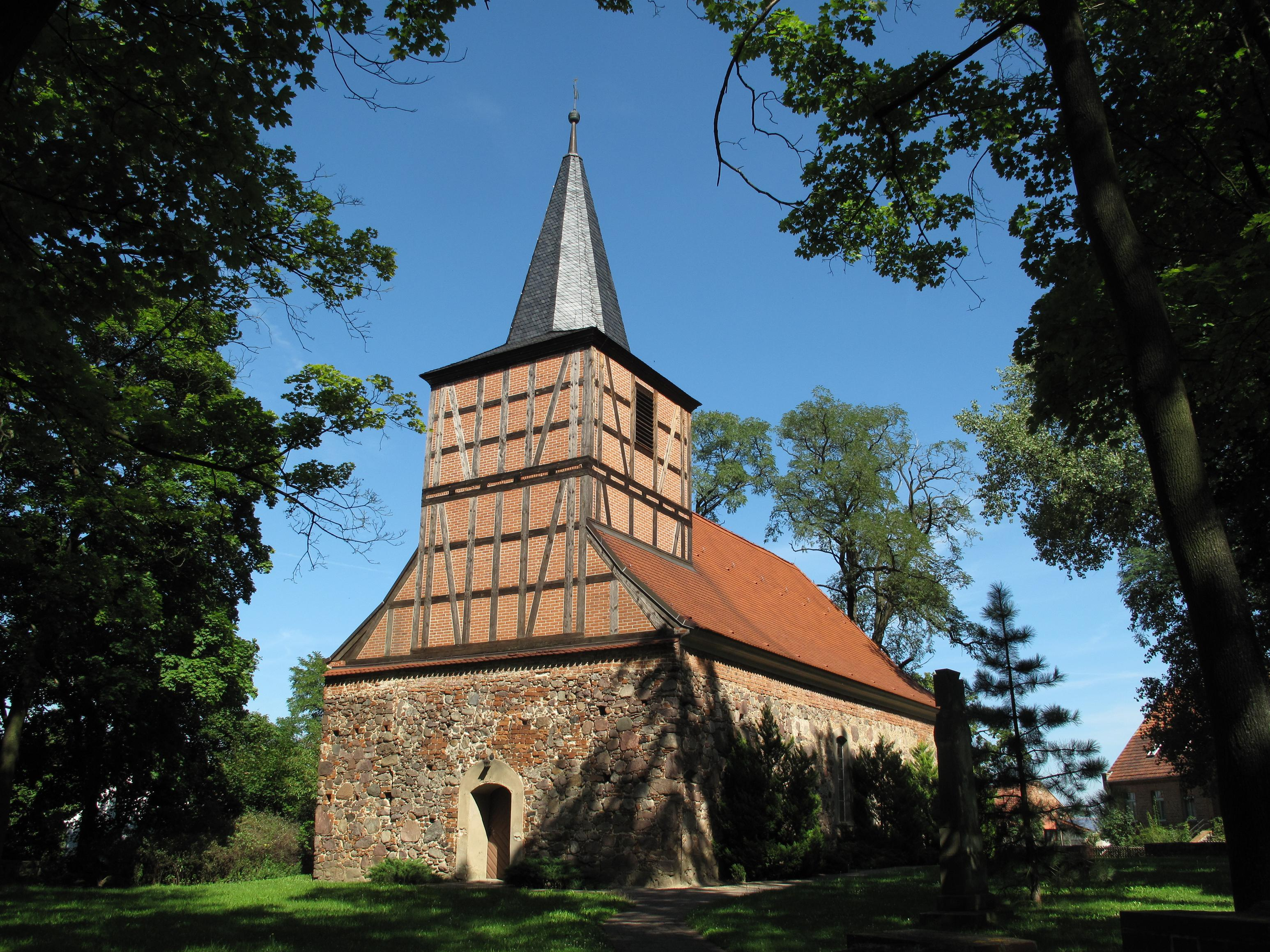
Kościół w Merz
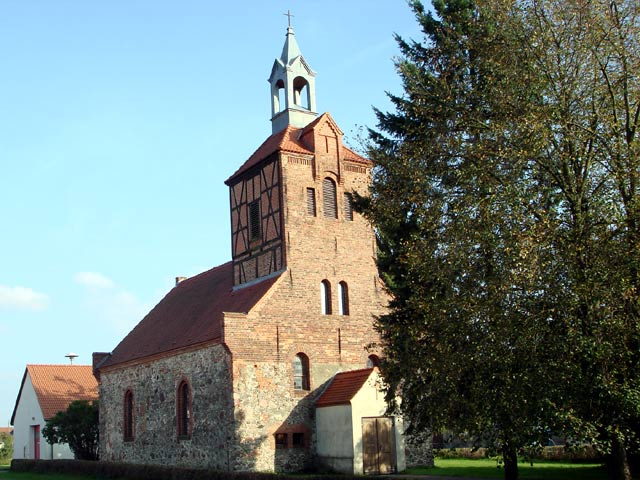
Kościół w Ragowie
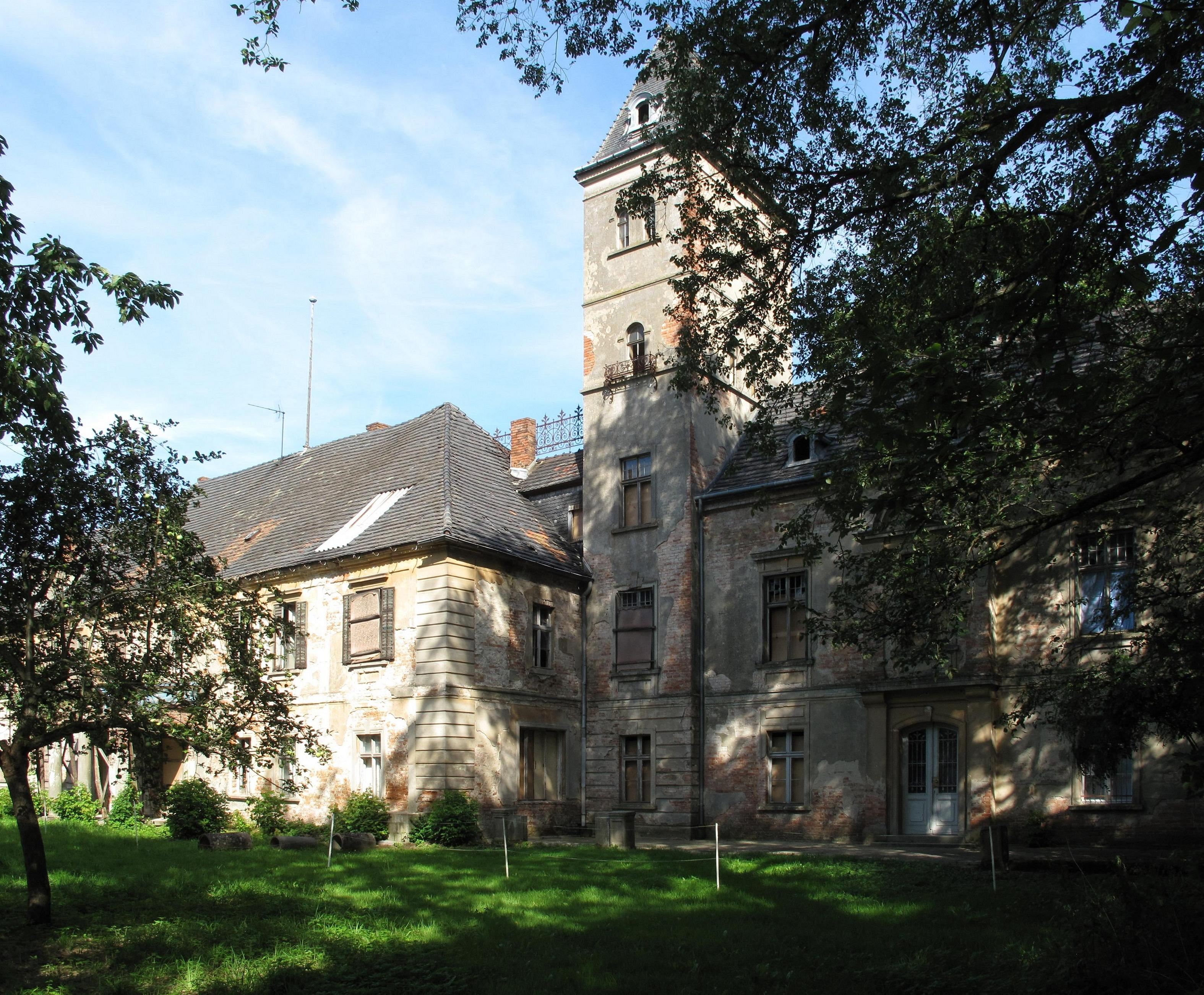
Pałac w Ragowie

## Demografia
Wykres zmian populacji Ragowa-Merz w granicach z 2020 r. od 1875 r.: